# 부시쌈지

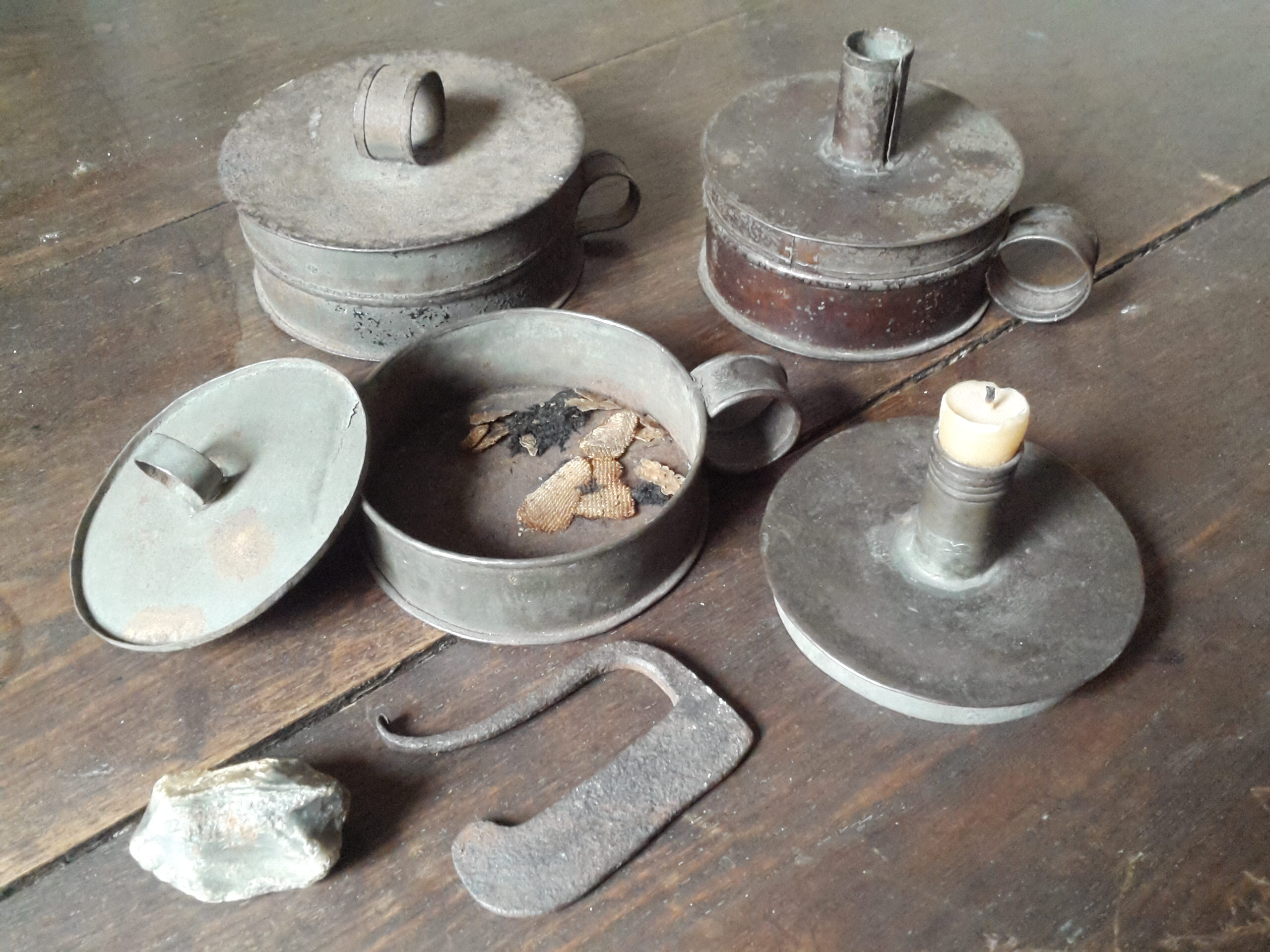
18세기 영국의 부시쌈지.

부시쌈지(tinderbox)는 부싯돌, 부시, 부싯깃을 넣어 갖고 다니는 용기다.
마찰식 성냥이 발명된 뒤 거의 쓰이지 않게 되어 골동품이 되었다.

## 같이 보기
- 부시 (도구)